# Camponotus schoutedeni
Camponotus schoutedeni är en myrart som beskrevs av Auguste-Henri Forel 1911. Camponotus schoutedeni ingår i släktet hästmyror, och familjen myror. Inga underarter finns listade.